# Couvent des religieuses de Nazareth
Le Couvent des religieuses de Nazareth est un couvent pour accueillir et héberger les pèlerins situé dans la ville de Nazareth dans le Nord d' Israël, à proximité de la basilique de l'Annonciation de Nazareth.

## Histoire
Selon l'archéologue Ken Dark de l’université de Reading, le couvent est construit à l'emplacement de l'église de la Nutrition (traditionnellement associée à l'église Saint-Joseph de Nazareth et où aurait été élevé Jésus) citée par le pèlerin Arculfe vers 670 dans De locis sanctis (II, 26). Ce récit d'Arculfe mentionne la maison de Jésus comme étant située entre deux tombes et sous l'église de la Nutrition. Depuis 2006, les investigations de Dark sur ce site ont mis au jour une maison juive du Ier siècle et deux tombes adjacentes d'époque romaine sous une église byzantine, cette dernière étant tombée en désuétude au XIIe siècle.
Les Religieuses de Nazareth sont venues de France à Nazareth en 1855. Elles ont acheté plusieurs bâtiments dans la vieille ville et ont commencé à construire leur propre couvent .
En 1884, au cours des travaux de construction, des découvertes archéologiques ont mis au jour une grande salle avec un plafond voûté, des catacombes, des puits, des mosaïques au sol et l'autel d'une ancienne église. Les fouilles se sont poursuivies entre 1940 et 1963 grâce aux dons des pèlerins. Les archéologues ont des avis divergents sur l'histoire de ces lieux .

## Description du bâtiment
Le couvent est un magnifique bâtiment situé près de la basilique de l'Annonciation et de l'église Saint Joseph. La cour est fermée par un portail. Une école pour enfants arabes sourds et aveugles, un hospice, une église et un abri pour les pèlerins ont été construits à côté du couvent.

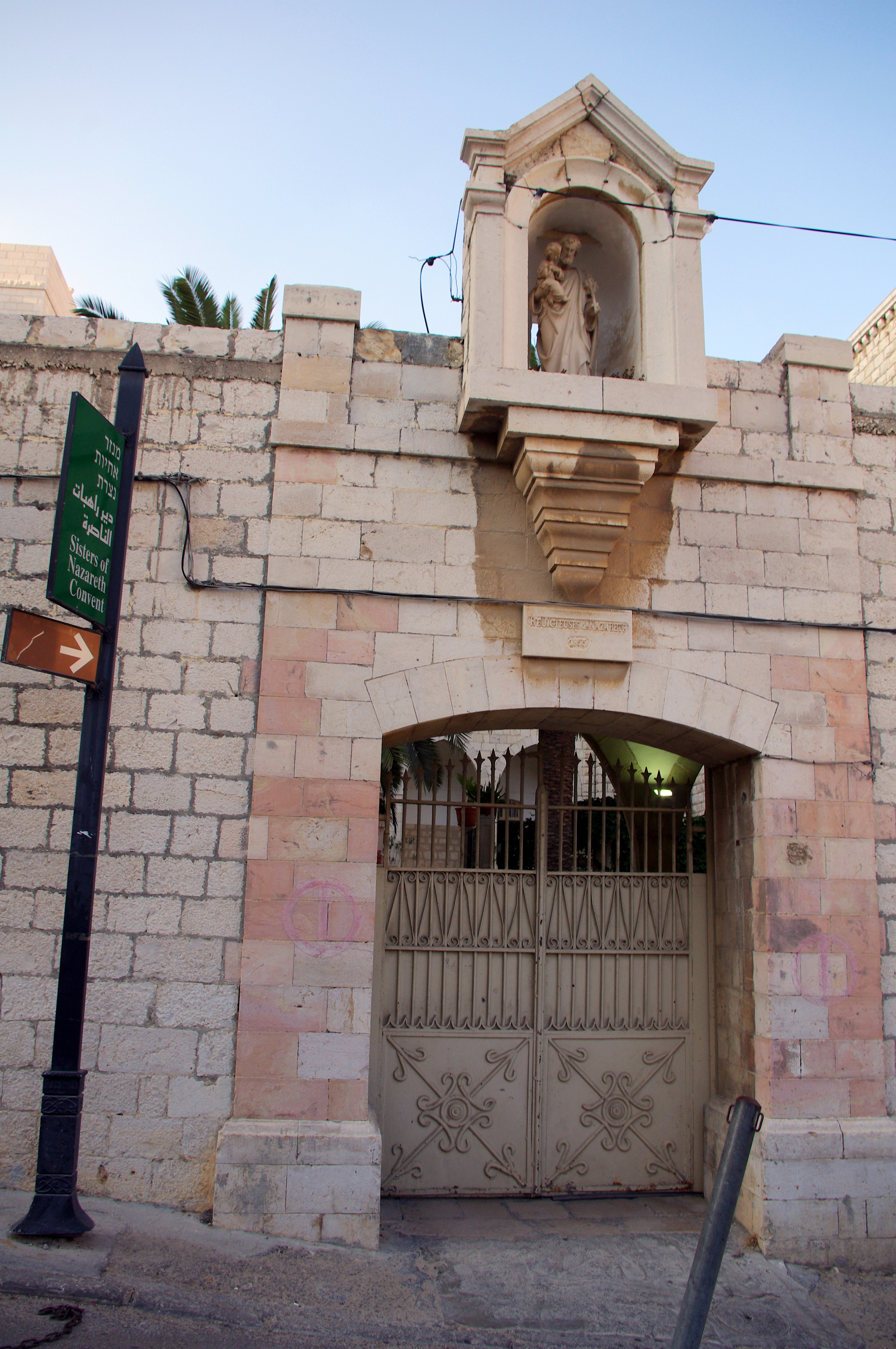
Porte du couvent surmontée d'une statue de Saint Joseph.
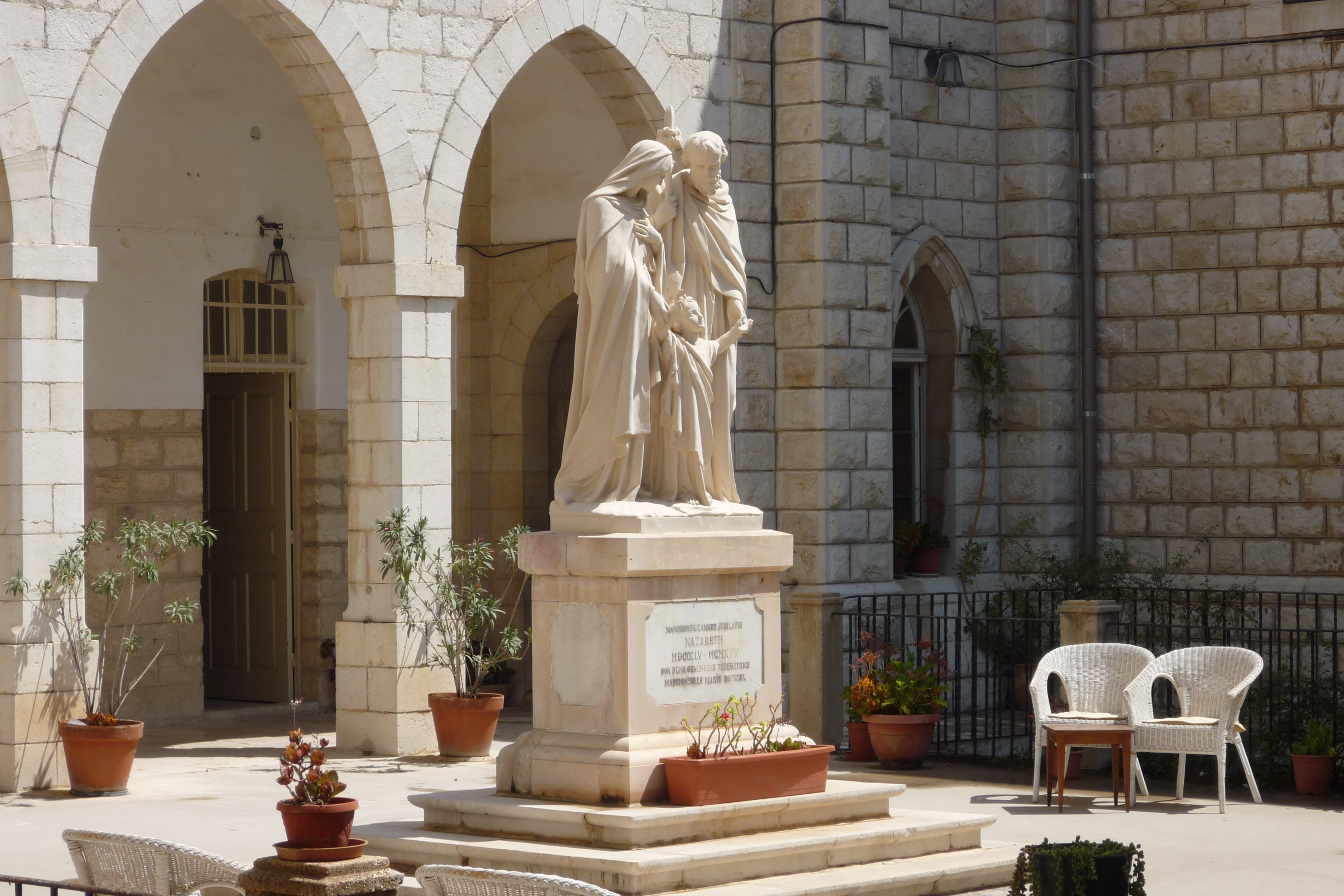
Statue de la Sainte Famille dans la cour du couvent.
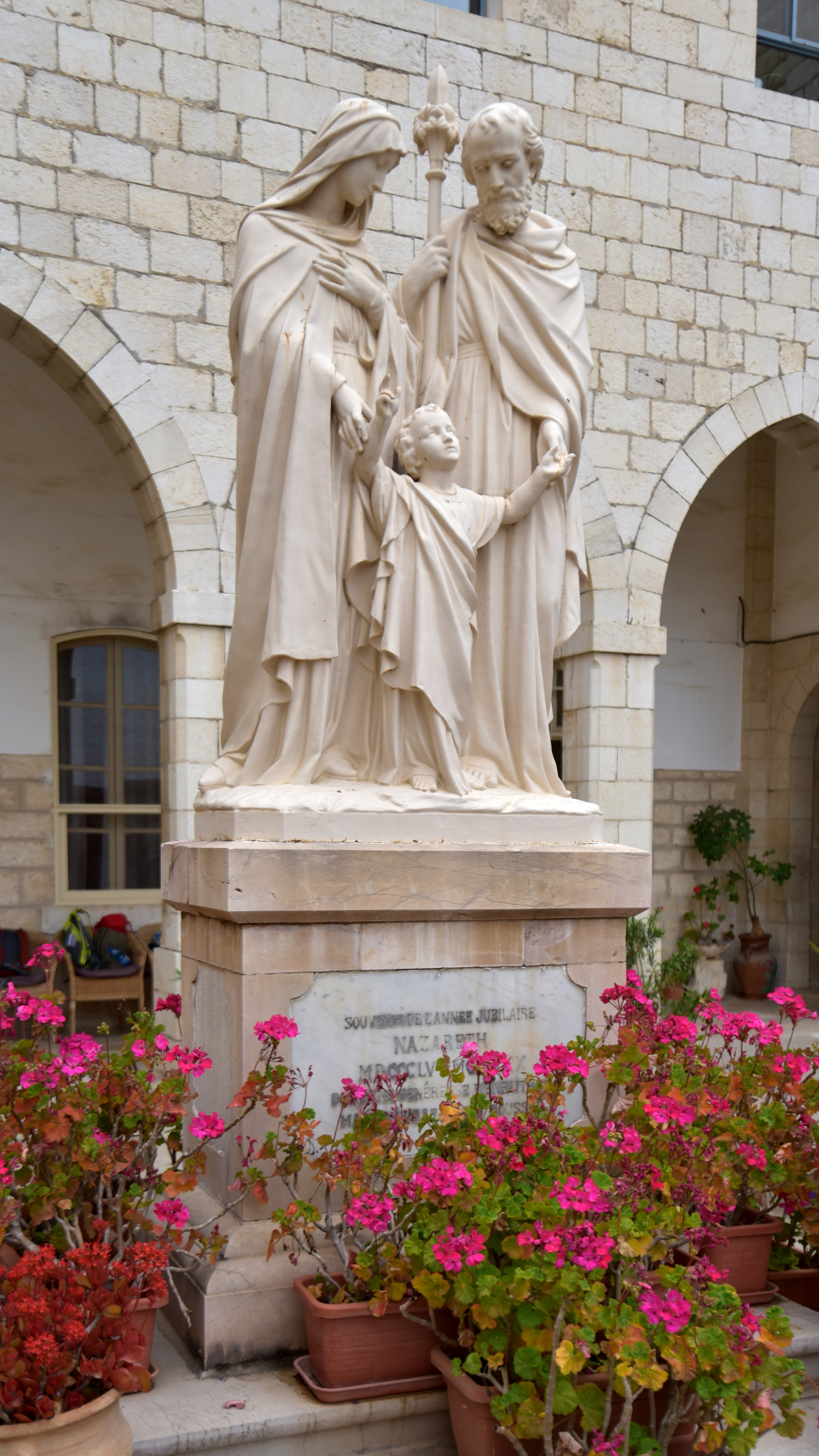
Statue de la Sainte Famille

## Tourisme
Avec l'autorisation des religieuses, une ancienne tombe peut être visitée dans la cour, avec une entrée fermée par une pierre ronde. Des dons symboliques sont collectés pour la visite. Cette maison d'accueil pour les pèlerins ou touristes est considérée comme l'une des meilleures maisons d'hébergement de la ville.

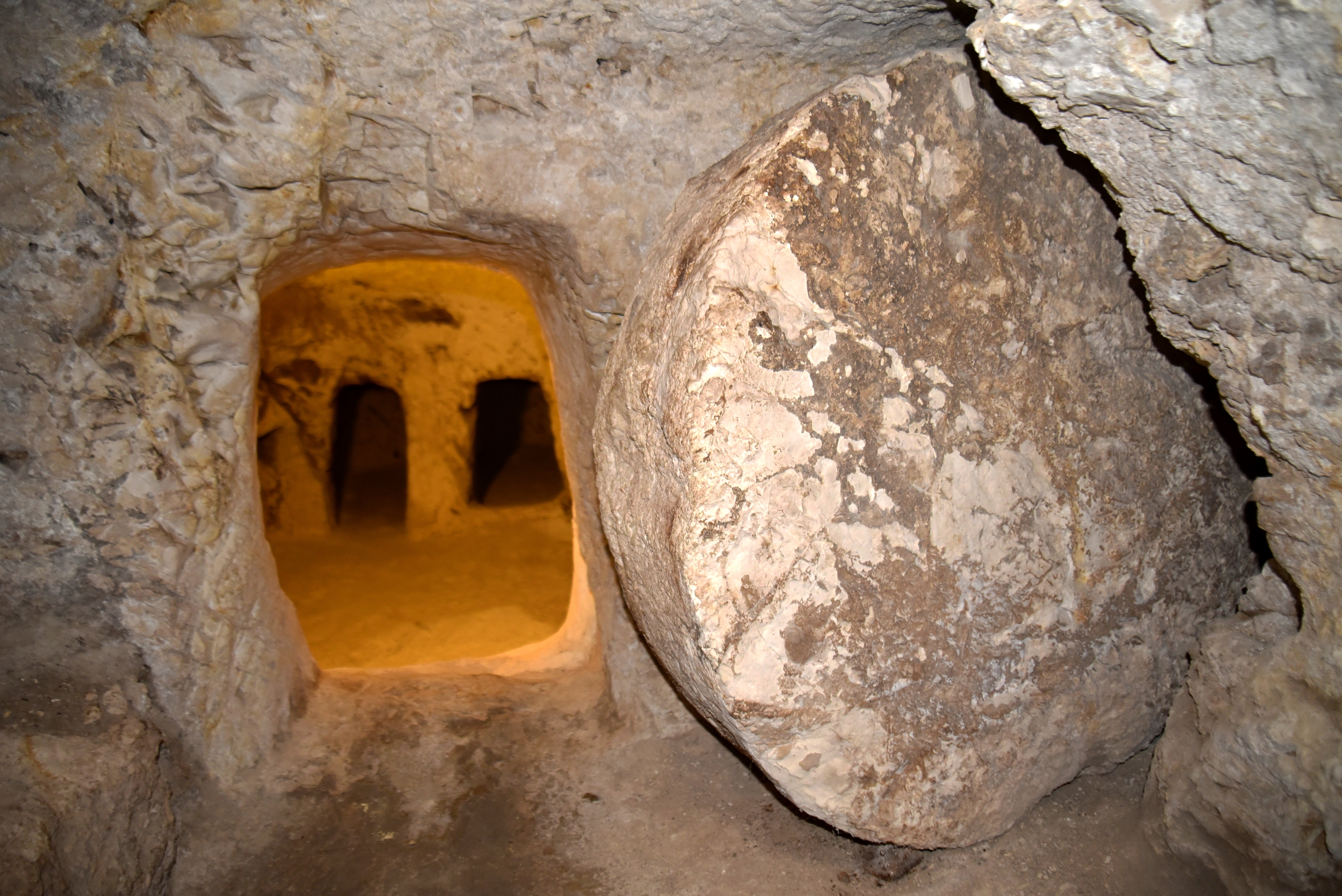
ancienne tombe
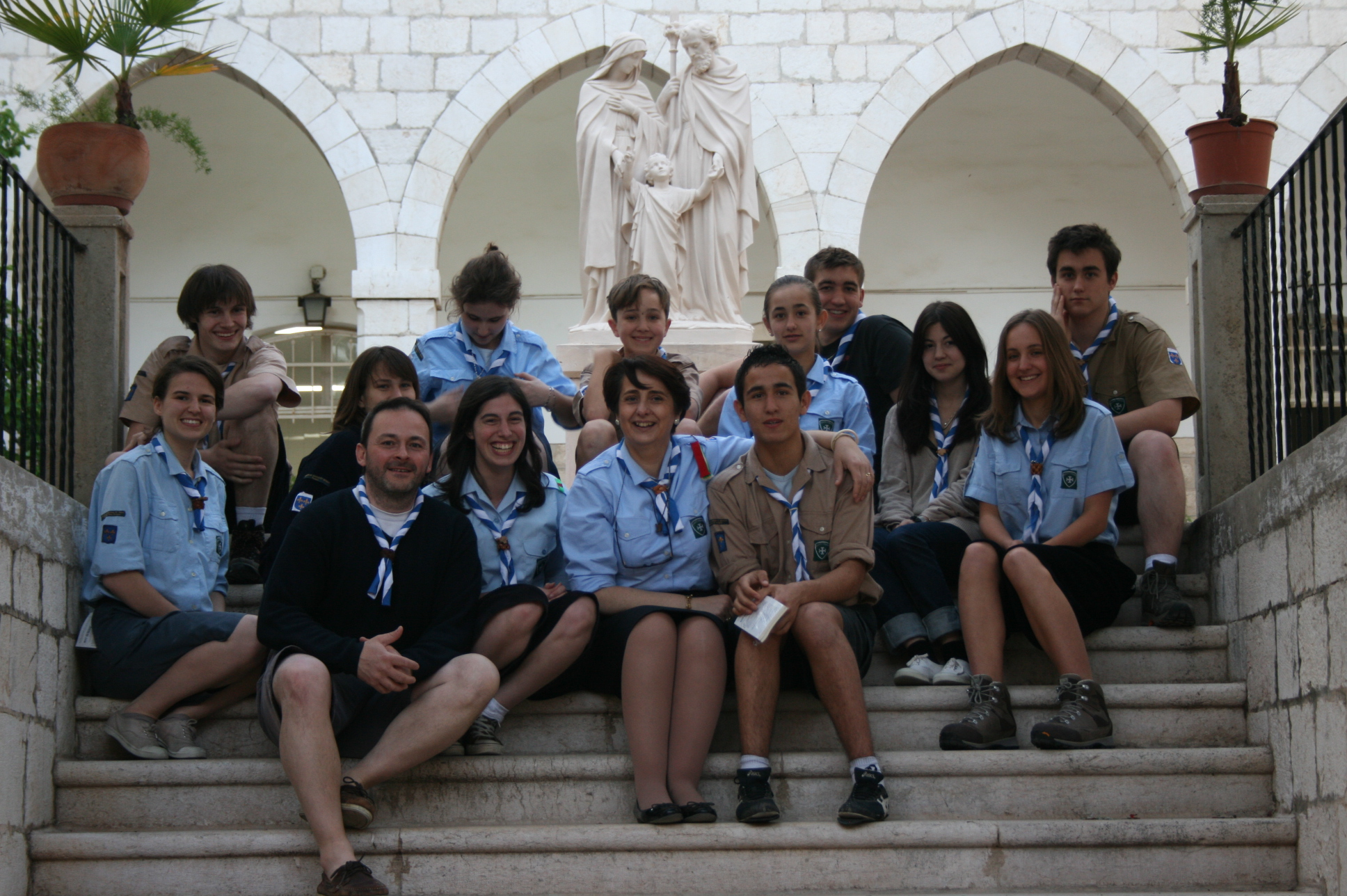
Scouts sur les escaliers pour descendre à la tombe